# Biserica de lemn din Butoiești

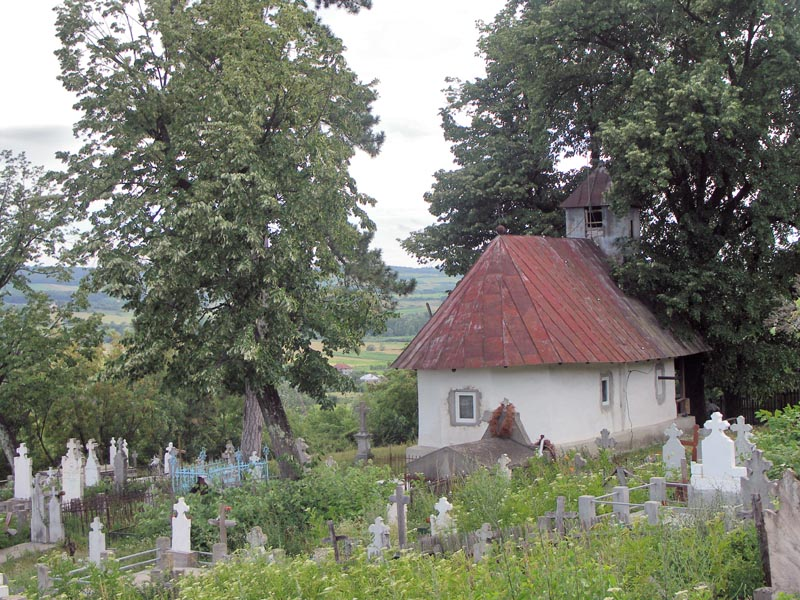
Biserica de lemn şi cimitirul din Butoieşti, cătunul Popeşti (2007)

Biserica de lemn din Butoiești, Mehedinți, a fost ridicată în 1821 în partea de jos a satului, în cătunul Popești. Această  mică biserică de țară, în marginea de sus a cătunului, cu poartă și prilaz de lemn, cu intrarea pe sub coroanele de tei bătrâni, cu cimitirul plin de cruci vechi din jurul ei, formează împreună un ansamblu specific pentru arhitectura sacrală locală și regională. 
Biserica de lemn este folosită curent de parohie și din acest motiv întreținută de cuviință. Biserica nu este pe lista monumentelor istorice.

## Istoric
După catagrafiile secolului 19, biserica a fost ridicată în 1821 la inițiativa lui Constantin Popescu, căpitan în oastea lui Tudor Vladimirescu, retras în Mănăstirea Gura Motrului și hirotonisit preot în Butoiești. Primul cântăreț a fost Băluță Popescu iar primul paraclisier a fost Diaconu sân Pătru, panduri ai căpitanului. Conform tradiției locale, biserica de lemn este cel dintâi lăcaș de rugăciune din sat, anterior credincioșii mergând la mănăstirea Gura Motrului pentru hrana sufletească. Partea de jos a satului era în acel timp moșia mănăstirii, iar locuitorii de aici erau clăcași, în timp ce în partea de sus, în Răduțești, locuiau moșneni. Deși ridicată în partea de jos a satului, tradiția susține, totuși, că biserica a fost ridicată pe locul culei familiei Butoi, întemeietoarea satului.
Conform pisaniei de peste ușa de la intrare în tinda femeilor, biserica a fost tencuită și pictată în interior și pe exterior în 1889: "In numele Tatălui și al Fiului și al santului Spirit, Treimea cea de o fință și nedespărțită. Aciastă santă și Dumnedzeiască Biserică ce portă hramu Santu Nicolae s'a prefăcut din facia temeliei acum pentru a treia oră și s'a zugrăvit după cum se vede cu ajutoriul titorilor enoriași și altor persone prevădzute măi josu. Aciastă lucrare sa început în anulu ... Ianuarie 29 și s'a terminat în anul 1889 Marte 10 în dzilele Maiestăți Salle Regelui Carol I și Reginei Elisabeta și s'a sfințit cu bine-cuvîntaria Sfinției Salle Părintelui Episcop al Eparhiei Rîmnicu Noului Severin D. D. Ghenadie. astă-dzi 13 Aprelie de Părintele Proto-ereu al judeciului P Cătărășanu. Preotu Biserici Ștefan Bălăcean. Cîntăreț Barbu Cojocariu. ... Dzugrav M. Stăiculescu C. Strehaia, C. Ciochiuțu."
O însemnare în betonul treptelor de la intrare sugerează că structura din fața prispei a fost adausă în 1911. Pictura exterioară este semnată de Anton Barbu din Panaghia, Dolj, în 1974. Recent au fost înlocuite ferestrele vechi cu termopane, cu excepția unei ferestre spre sud la altar.

## Trăsături

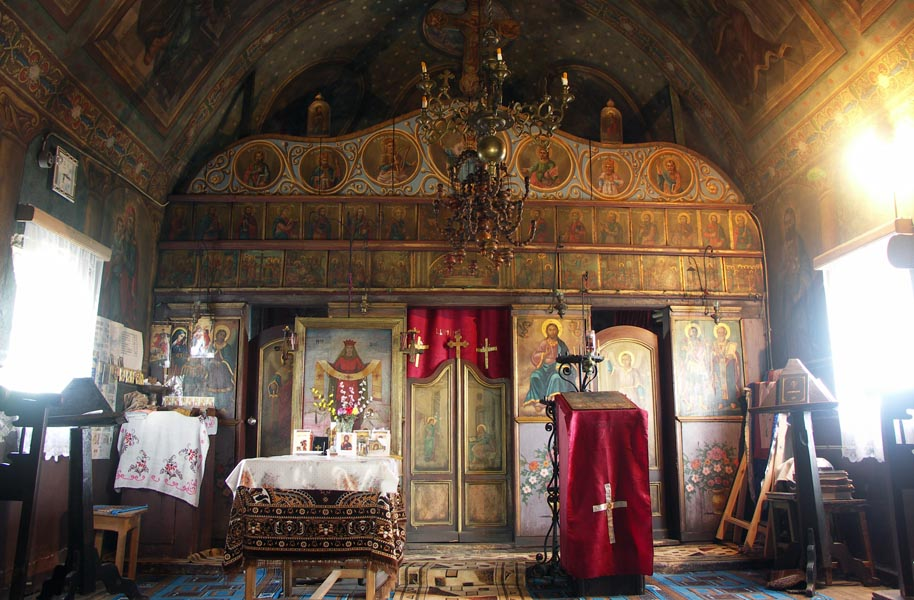
Nava şi iconostasul bisericii din Butoieşti

Biserica este ridicată peste o fundație înaltă de piatră. Planul este cel specific, cu pridvor îngust, tindă pentru femei și biserică pentru bărbați terminate spre răsărit, în prelungire, cu un altar poligonal în cinci fețe. 
La exterior pereții sunt tencuiți cu mortar de var și nisip, și văruiți. Acoperișul este învelit cu tablă fălțuită și vopsită în roșu cărămiziu. Căpriorii acoperișului sunt vizibili sub streașină. Pe latura sudică, streașina este întărită de o diagonală cu crestături decorative. Prin acoperiș, peste pridvor, este înălțat un turn scund cu un mic foișor pentru un clopot și o toacă de fier, acoperit cu un coif scund piramidal. Turnul, la fel ca și acoperișul, este îmbrăcat în tablă. 
În interior, spațiul este acoperit cu o boltă semicilindrică unică, din scânduri tencuite și pictate. Împărțirea tradițională între femei și bărbați se face prin stâlpi verticali prinși între două grinzi transversale, una dedesubt și una peste ei. Stălpii încadrează trei goluri de uși ce permit circulația între încăperi. Iconostasul are o structură asemănătoare și este prevăzut cu uși împărătești la mijloc și uși diaconești în laturi. 
Pereții interiori sunt în întregime acoperiți de picturi murale databile la sfârșitul secolului 19, bine conservate.
Biserica este ridicată din bârne de stejar încheiate în coadă de rândunică.

## Cimitirul

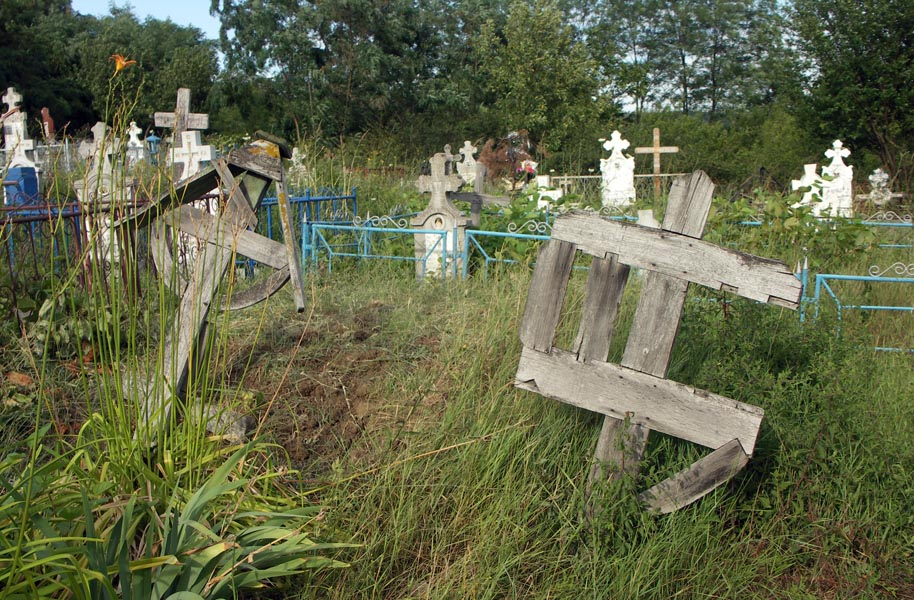
Cruci şi troiţe de lemn în cimitirul din Butoieşti

Cimitirul se întinde în spatele bisericii în cuprinsul aceleași incinte. În cimitir se păstrează o colecție variată și valoroasă de cruci de lemn, de piatră, de fier, din marmură și beton. De o deosebită valoare sunt crucile de lemn, local numite troițe, acestea fiind în marea lor majoritate pictate. Ele prezintă o varietate de forme de cruci cu protecție și urme de pictură. Câteva cruci de piatră valoroase de la cumpăna secolului 19 și începutul secolului trecut, practic cele mai vechi păstrate în cimitir, se mai văd în imediata apropiere a bisericii.
Troițele de lemn au fost făcute în ultimele decenii de părintele Constantin Mircea din Bârlogeni și Ion Bulată din Ștefanu, ultimul însă nu le picteză. Dinu Bulată a fost unul din meșterii mai bătrâni de troițe.
În dreapta bisericii se află crucea ridicată în memoria lui Constantin Rădulescu-Motru, președintele Academiei Române, și a strămoșilor săi, cu inscripția: "Constantin Rădulescu-Motru este geniul acestui meleag. E cinstea noastră și a întregului neam."

## Imagini

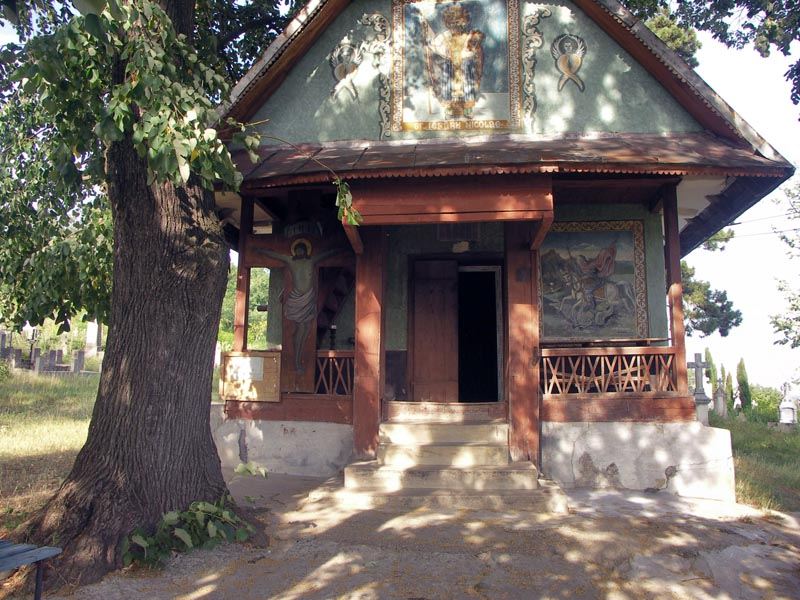
Prispa de la intrare cu picturile exterioare de la 1974, 2007
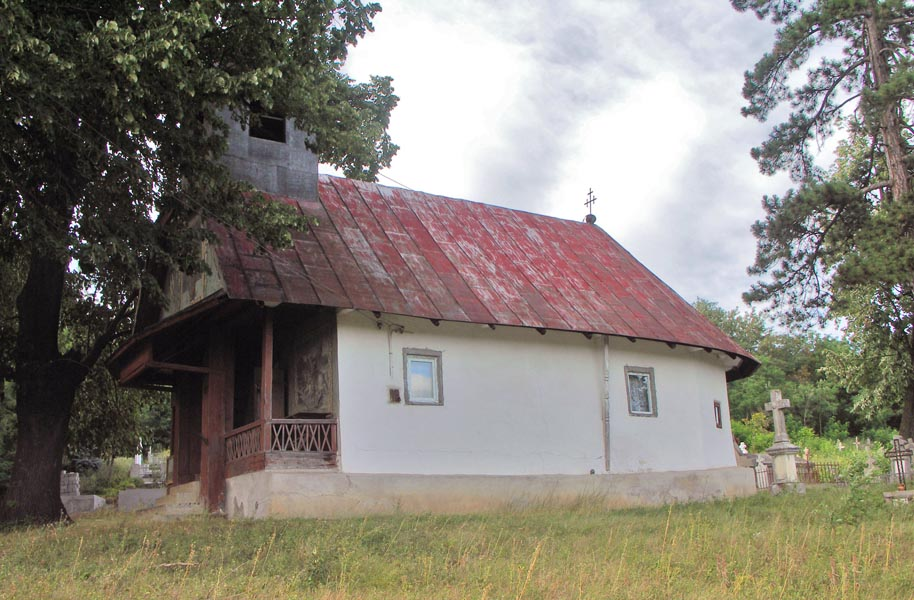
Perspectivă dinspre sud-vest, 2007
Faţada de sud, 2007
Diagonală de sprijin sub streaşină, 2007
Interiorul navei spre tinda femeilor, 2007
Uşile împărăteşti la iconostas, 2007
Masa altarului şi arhiva parohială în fundal, 2007
Policandrul de lemn, 2007
Crucea lui Rădulescu-Motru şi a înaintaşilor săi
Troiţă mare de lemn, 2007
Troiţă, 2007
Troiţe cu urme de pictură, 2007
Troiţă de copil şi ulcior pentru lumânări, 2007
Troiţă, 2007
Troiţă, 2007
Troiţe, 2007
Troiţă pictată, 2007
Troiţă cu acoperiş căzută, 2007
Troiţe depozitate, 2007
Poarta din spatele cimitirului, 2007